# معاهدة نوارساك

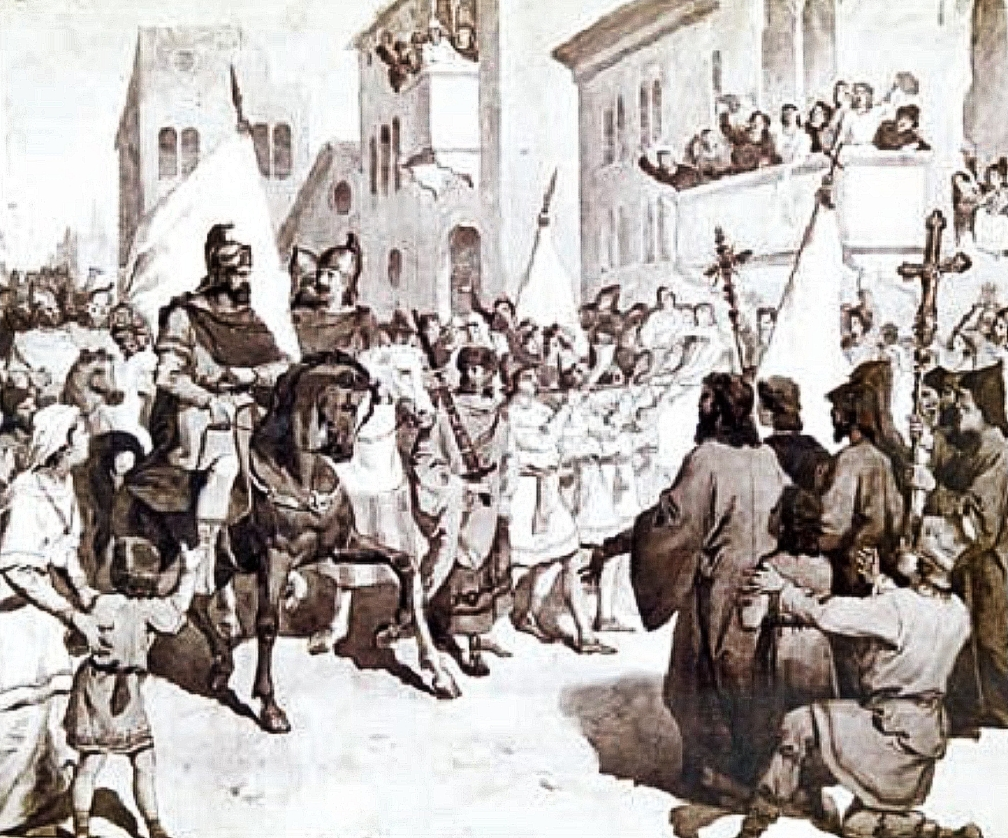

تم توقيع معاهدة نوارساك بين الجنرال الأرمني واهان ماميكونيان وممثلي الملك الفارسي الساساني بلاش في نوارساك عام 484 م.

## نظرة عامة
أُبرمت معاهدة نوارساك بعد مقتل الملك بيروز الأول على يد الهياطلة وسط محاولات من حرب العصابات الأرمنية التي دامت 30 عامًا، كما ذكرت إحدى الروايات أنَّ معركة أواراير والمقاومة الأرمنية للوثنية ساهمت بشكل واضح في هذه المعاهدة، حيث أنها ضمنت الحرية الدينية والاستقلاليَّة للأرمن.
كانت شروط المعاهدة على النحو التالي:
1- ينبغي تدمير جميع معابد النارالموجودة في أرمينيا وعدم إنشاء معابد جديدة.  
2- يجب أن يتمتع المسيحيون في أرمينيا بحرية العبادة، والتوقف عن تحويلهم بفرض الزرادشتية عليهم.
3- لا ينبغي تخصيص الأراضي للأشخاص الذين يتجهون إلى اعتناق الزرادشتية.
4- ينبغي على الملك الفارسي - شخصيًا - أن يدير أرمينيا، وذلك بمساعدة المحافظين أو النواب.
بعد المعاهدة تم تعيين واهان ماميكونيان حاكمًا لمقاطعة أرمينيا الفارسية.
ومع ذلك تم انتهاك المعادلة في عام 572 م، حينما قام الملك كسرى الأول ببناء معبد للنيران في أرمينيا من أجل طقوس الديانة الزرادشتية. فقد صار هذا جزءًا من الصراع بين بلاد فارس والإمبراطورية البيزنطية، لمطالب الأخير بأن يتخلى الأرمن عن معتقداتهم، فكانت هذه الخطوة بمثابة الشعلة لتمرُّد أرمني جديد.